# Deportes Tolima Femenino
El Deportes Tolima Femenino es el equipo femenino del Deportes Tolima con sede en la ciudad de Ibagué, Tolima. Desde la temporada 2018 juega en la Liga Profesional Femenina de Fútbol de Colombia, siendo la máxima competencia de fútbol femenino organizado por la Dimayor.

## Historia

### Temporada 2018
La creación del equipo femenino tuvo el visto de su presidente y dueño del equipo Gabriel Camargo, quien se reunió con John Agudelo para definir detalles acerca de las convocatorias y selección de jugadoras, así como su condición laboral y los objetivos que se trazarán con el conjunto femenino. En El Segundo Campeonato de La Liga Femenina En Colombia Liga Femenina Águila 2018 El club accedió a la disputa del torneo profesional colombiano haciendo uso de su derecho a participar, al contar con reconocimiento deportivo de Coldeportes y la Dimayor. El Deportes Tolima Femenino hace su debut profesional en el Grupo A Conformado por: 
- Deportes Tolima
- Atlético Bucaramanga
- Atlético Huila
- Alianza Petrolera
- Cúcuta Deportivo
- Real Santander

El Deportes Tolima debutó en la Cancha La Marte el 17 de febrero de 2018 con un empate a cero goles contra el Atlético Bucaramanga por la segunda fecha del Grupo A.
El segundo encuentro fue contra el equipo de Alianza Petrolera el cual terminó en derrota para el Tolima a un gol, el partido fue en el estadio Manuel Murillo Toro.
En marzo se jugaría el tercer partido por la fecha 4 contra el Cúcuta Deportivo terminando en empate 1 a 1 en el estadio General Santander.Y para la fecha 5 se encontraría con el Real Santander, duelo que ganó el Tolima 2-1 en su sede.Para la fecha 6 se enfrenta al Atlético Huila con un resultado negativo de 2-1 para el Tolima en el estadio Plazas Alcid de Neiva.Contra el Atlético Bucaramanga para la fecha 7 sumaría una victoria 3 por 2 el Tolima en el estadio Manuel Murillo Toro.Para la fecha 8 se encontraría de nuevo con Alianza Petrolera en el estadio Daniel Villa Zapata con un resultado de empate a un gol.
En la fecha 9 se encontraría con Cúcuta Deportivo, encuentro que terminó 2 a 1 a favor de Tolima. En la fecha 1 enfrentaría a Huila, partido que terminó 1 a 0 a favor de Tolima.
Finalmente en la fecha 10 empataría a 2 goles contra el Real Santander en el estadio Álvaro Gómez Hurtado de Floridablanca. Con los resultados de todas las fechas, Tolima quedaría segundo en la tabla del Grupo A, asegurando un cupo en cuartos de final, pero perdería los partidos de ida y vuelta contra Atlético Nacional 3-0 en ambos partidos, quedando eliminadas de la liga.

#### Calendario Inicial 2018
|    | Fecha      | Local             |   | Visitante         |   |
| -- | ---------- | ----------------- | - | ----------------- | - |
| 1  | Mayo 2     | Deportes Tolima   | 1 | Atlético Huila    | 0 |
| 2  | Febrero 17 | Bucaramanga       | 0 | Deportes Tolima   | 0 |
| 3  | Febrero 25 | Deportes Tolima   | 0 | Alianza Petrolera | 1 |
| 4  | Marzo 4    | Cúcuta Deportivo  | 1 | Deportes Tolima   | 1 |
| 5  | Marzo 7    | Deportes Tolima   | 2 | Real Santander    | 1 |
| 6  | Marzo 19   | Atlético Huila    | 2 | Deportes Tolima   | 1 |
| 7  | Marzo 25   | Deportes Tolima   | 3 | Bucaramanga       | 2 |
| 8  | Abril 25   | Alianza Petrolera | 1 | Deportes Tolima   | 1 |
| 9  | Abril 29   | Deportes Tolima   | 2 | Cúcuta Deportivo  | 1 |
| 10 | Mayo 6     | Real Santander    | 2 | Deportes Tolima   | 2 |

|   | Fecha   | Local             |   | Visitante         |   |
| - | ------- | ----------------- | - | ----------------- | - |
| 1 | Mayo 10 | Deportes Tolima   | 0 | Atlético Nacional | 3 |
| 2 | Mayo 13 | Atlético Nacional | 3 | Deportes Tolima   | 0 |

| Nombre         | Goles |
| -------------- | ----- |
| Katerin Castro | 2     |
| Yuliana Caile  | 1     |

#### Plantel 2018
El 6 de enero, el club anunció el plantel de futbolistas que competirán en la temporada debut:

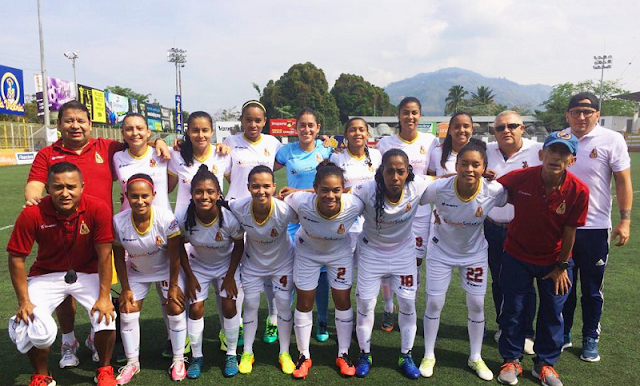
Debut del Deportes Tolima Femenino en 2018.

| Nac.                                                                                          | Posición  | Jugadora           |
| --------------------------------------------------------------------------------------------- | --------- | ------------------ |
| Bandera de Colombia                                                                           | Portera   | Paula Valencia     |
| Bandera de Colombia                                                                           | Portera   | Natalia Ruiz       |
| Bandera de Colombia                                                                           | Portera   | Saray Rodríguez    |
| Bandera de Colombia                                                                           | Defensa   | Deisy Guachetá     |
| Bandera de Colombia                                                                           | Defensa   | Xiomara Ortiz      |
| Bandera de Venezuela                                                                          | Defensa   | Mery Pérez         |
| Bandera de Colombia                                                                           | Defensa   | Kiara Trespalacios |
| Bandera de Colombia                                                                           | Defensa   | Lina María Cuadros |
| Bandera de Colombia                                                                           | Defensa   | Wanda Ruiz         |
| Bandera de Colombia                                                                           | Volante   | Yulieth Dominguez  |
| Bandera de Venezuela                                                                          | Volante   | Wanda Grajales     |
| Bandera de Colombia                                                                           | Volante   | Sandy Lozano       |
| Bandera de Colombia                                                                           | Volante   | Camila Silva       |
| Bandera de Colombia                                                                           | Volante   | Ehimi Hernández    |
| Bandera de Venezuela                                                                          | Volante   | Yeldriz Gaicará    |
| Bandera de Colombia                                                                           | Volante   | Olimar Castillo    |
| Bandera de Colombia                                                                           | Volante   | Angie Céspedes     |
| Bandera de Colombia                                                                           | Volante   | Irma Castillo      |
| Bandera de Venezuela                                                                          | Delantera | Yanellis Linarez   |
| Bandera de Colombia                                                                           | Delantera | Yuliana Caile      |
| Referencia: cdtolimafem (6 de enero de 2018). «Plantel femenino 2018» (tuit) – via X/Twitter. |           |                    |

| Nac.                | Función           | Nombre           |
| ------------------- | ----------------- | ---------------- |
| Bandera de Colombia | Director técnico  | John Agudelo     |
| Bandera de Colombia | Asistente técnico | Camilo Rodríguez |
| Bandera de Colombia | Preparador físico | John Jairo Gómez |

### Temporada 2019
Para el año 2019, Tolima iniciaría en el Grupo E de la Liga Profesional Femenina, junto a los siguientes equipos:
- Atlético Huila
- Deportivo Pasto
- Orsomarso

En la fecha 1 jugaría con Orsomarso en el estadio Francisco Rivera Escobar, resultando en empate a dos goles.En la fecha 2 perdería contra Atlético Huila 2-1 en el estadio Murillo Toro el 20 de julio.El 27 de julio por la fecha 3 se vería con el Deportivo Pasto en Ibagué, resultando en un empate a cero goles.Nuevamente se enfrentaría al Pasto por la fecha 4 el 3 de agosto y se repetiría el mismo empate de cero goles.En la fecha 5 el 14 de agosto, el Huila goleó al Tolima 4 a 0 en Neiva.Para la última fecha (fecha 6), el Tolima enfrentaba al Orsomarso en Ibagué, el partido terminaría 3-1 a favor de Orsomarso.
Con los malos resultados, el Tolima quedaría último en la tabla del Grupo E sin ganar un solo partido, empatando 3 y perdiendo 3.

### Temporada 2020y2021
Debido a la pandemia de COVID-19, el Tolima Femenino entró en una crisis económica y no presentó un equipo para la temporada 2020 de la liga femenina.Además de un posible desinterés luego de la decisión de CONMEBOL de no obligar a los equipos a formar clubes femeninos para participar en torneos internacionales.

### Temporada 2022
El sistema de juego de la Liga Profesional Femenina cambia para pasar a un sistema de todos contra todos y no en grupos como las otras ediciones de la liga. El Tolima Femenino regresaría luego de dos años sin participar y terminaría en la posición 10.° con 21 puntos, 5 partidos ganados, 6 partidos empatados y 5 partidos perdidos. No logra clasificar a cuartos de final.

### Temporada 2023
El entrenador John Agudelo sería reemplazado momentáneamente por Carlos César Castro el 22 de febrero y regresaría el 3 de marzo.En el sistema de todos contra todos de la liga, el Tolima Femenino quedaría en la última posición (número 17) con 2 puntos de 48 posibles, no ganando ningún partido, 2 partidos empatados y 14 perdidos.

## Datos del Club
- Temporadas en Primera: 4 (2018-2019, 2022-2023).
- Mejor puesto en la liga: Cuartos de final (2018).
- Peor puesto en la liga: 17.° (2023)
- Primer partido oficial: 0 - 0 contra Atlético Bucaramanga el 17 de febrero de 2018.
- Mayor goleada: 3 - 2 contra Atlético Bucaramanga.
- Mayor goleada en contra: 6 - 1 contra Medellín el 20 de abril de 2023.
- Primer gol: Katerin Castro en 1 - 1 contra Cúcuta Deportivo el 4 de marzo de 2018

## Palmarés

### Torneos nacionales oficiales
| Competición Nacional | Títulos | Subtítulos |
| -------------------- | ------- | ---------- |
| Liga colombiana      |         |            |

## Participación internacional
| Copa Internacional | Edición        | Fase |
| ------------------ | -------------- | ---- |
| Copa Libertadores  | Sin participar |      |
|                    |                |      |

## Jugadoras
Jugadoras en el último partido contra el Deportivo Cali Femenino el 23 de mayo de 2023.